# Mabrya
Mabrya é um género botânico pertencente à família Plantaginaceae. Tradicionalmente este gênero era classificado na família das Scrophulariaceae.

## Espécies
- Mabrya acerifolia
- Mabrya coccinea
- Mabrya erecta
- Mabrya flaviflora
- Mabrya geniculata
- Mabrya rosei